# Países Baixos nos Jogos Olímpicos de Verão de 1956
Países Baixos competiram nos Jogos Olímpicos de Verão de 1956, mas apenas nas competições de hipismo que se realizaram em Estocolmo, na Suécia.
Devido as regras de quarentena na Austrália, as provas equestres tiveram que ser disputadas alguns meses antes das demais competições em Melbourne, com os Países Baixos enviando um único ginete para Estocolmo, sem conquistar medalhas. Foi a 11ª aparição do país nos Jogos Olímpicos.
Quando os Jogos começaram em Melbourne, os Países Baixos decidiram boicotar as demais competições em razão da invasão soviética na Hungria, no que foi acompanhada do Camboja, da Espanha e da Suíça.

## Competidores
Esta foi a participação por modalidade nesta edição:
| Esporte | Masculino | Feminino | Total |
| ------- | --------- | -------- | ----- |
| Hipismo | 1         | 0        | 1     |
| Total   | 1         | 0        | 1     |

## Desempenho

### Hipismo
Adestramento
| Atleta                | Cavalo | Evento     | Total  | Pos. | Ref.  |
| --------------------- | ------ | ---------- | ------ | ---- | ----- |
| Alexis Pantchoulidzew | Lascar | Individual | 586.50 | 28º  | [ 5 ] |